# Liste der Biografien/Fau
Liste der Biografien |
Portal Biografien |
Personensuche
# |
A |
B |
C |
D |
E |
F |
G |
H |
I |
J |
K |
L |
M |
N |
O |
P |
Q |
R |
S |
T |
U |
V |
W |
X |
Y |
Z |
?
 
Fa |
Fe |
Ff |
Fh |
Fi |
Fj |
Fk |
Fl |
Fm |
Fn |
Fo |
Fr |
Ft |
Fu |
Fy
 
Faa |
Fab |
Fac |
Fad |
Fae |
Faf |
Fag |
Fah |
Fai |
Faj |
Fak |
Fal |
Fam |
Fan |
Fao |
Fap |
Faq |
Far |
Fas |
Fat |
Fau |
Fav |
Faw |
Fax |
Fay |
Faz
Die Liste der Biografien führt alle Personen auf, die in der deutschsprachigen Wikipedia einen Artikel haben. Dieses ist eine Teilliste mit 425 Einträgen von Personen, deren Namen mit den Buchstaben „Fau“ beginnt.

## Fau
- Fau, Julian, deutscher Jazzmusiker (Schlagzeug)
- Fau, Yamandú (* 1945), uruguayischer Politiker

### Faub
- Faubel, Héctor (* 1983), spanischer Motorradrennfahrer
- Faubel, Karl, deutscher Fußballspieler
- Faubel, Manfred (* 1944), deutscher Physiker
- Faubert, Alain (* 1965), kanadischer römisch-katholischer Geistlicher, Bischof von Valleyfield
- Faubert, Julien (* 1983), französischer FußballspielerJulien Faubert (* 1983)

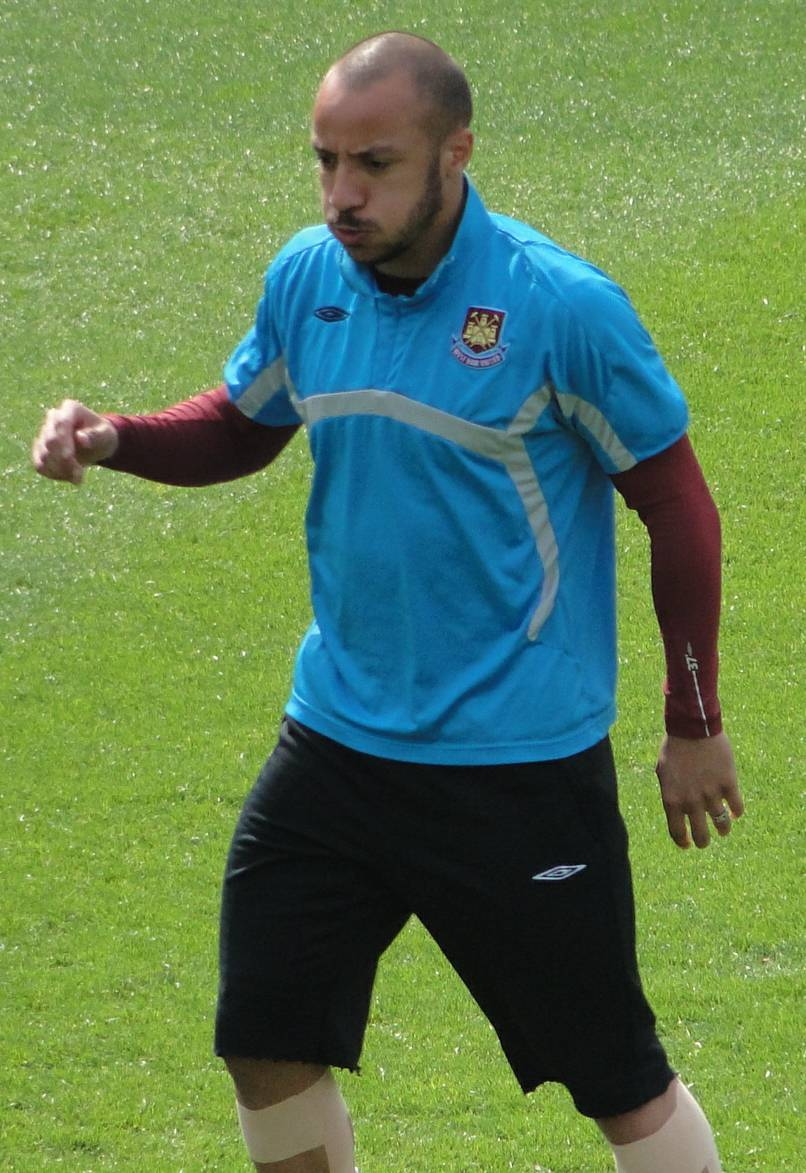
Julien Faubert (* 1983)

- Faubert, Mario (* 1954), kanadischer Eishockeyspieler und Politiker
- Faubert, Pierre (* 1828), französischer Komponist und Organist
- Faubus, Orval (1910–1994), US-amerikanischer Politiker

### Fauc
- Fauchard, Auguste (1881–1957), französischer Organist, Komponist, Priester und Pädagoge
- Fauchard, Pierre (1678–1761), französischer Zahnarzt
- Fauché, Daniel (* 1966), französischer Ruderer
- Fauche, Mary (1801–1875), britische Sängerin und Komponistin
- Fauche, Xavier (* 1946), französischer Comicautor
- Fauche-Borel, Louis (1762–1829), Schweizer Buchdrucker und Buchhändler
- Faucher, Éléonore (1973–2023), französische Regisseurin
- Faucher, Julius (1820–1878), deutscher Journalist und Politiker (Freihändler und Manchester-Liberaler)
- Faucher, Léon (1803–1854), französischer Publizist und Staatsmann
- Faucher, Louis-Eugène (1874–1964), französischer General
- Faucher, Paul (1920–2007), französischer Weitspringer
- Fauchery, Antoine (1823–1861), französischer Fotograf, Schriftsteller, Journalist und Goldsucher
- Fauchet, Claude (1530–1602), französischer Historiker, Mediävist und Romanist
- Fauchet, Claude (1744–1793), Bischof und Abgeordneter während der französischen Revolution
- Fauchet, Paul (1881–1937), französischer Organist und Komponist
- Faucheux, Lucien (1899–1980), französischer Bahnradsportler
- Faucheux, Sylvie (* 1960), französische Wirtschaftswissenschaftlerin und Hochschulpolitikerin
- Fauchier-Magnan, Adrien (1873–1965), französischer Tennisspieler
- Fauci, Anthony (* 1940), US-amerikanischer ImmunologeAnthony Fauci (* 1940)

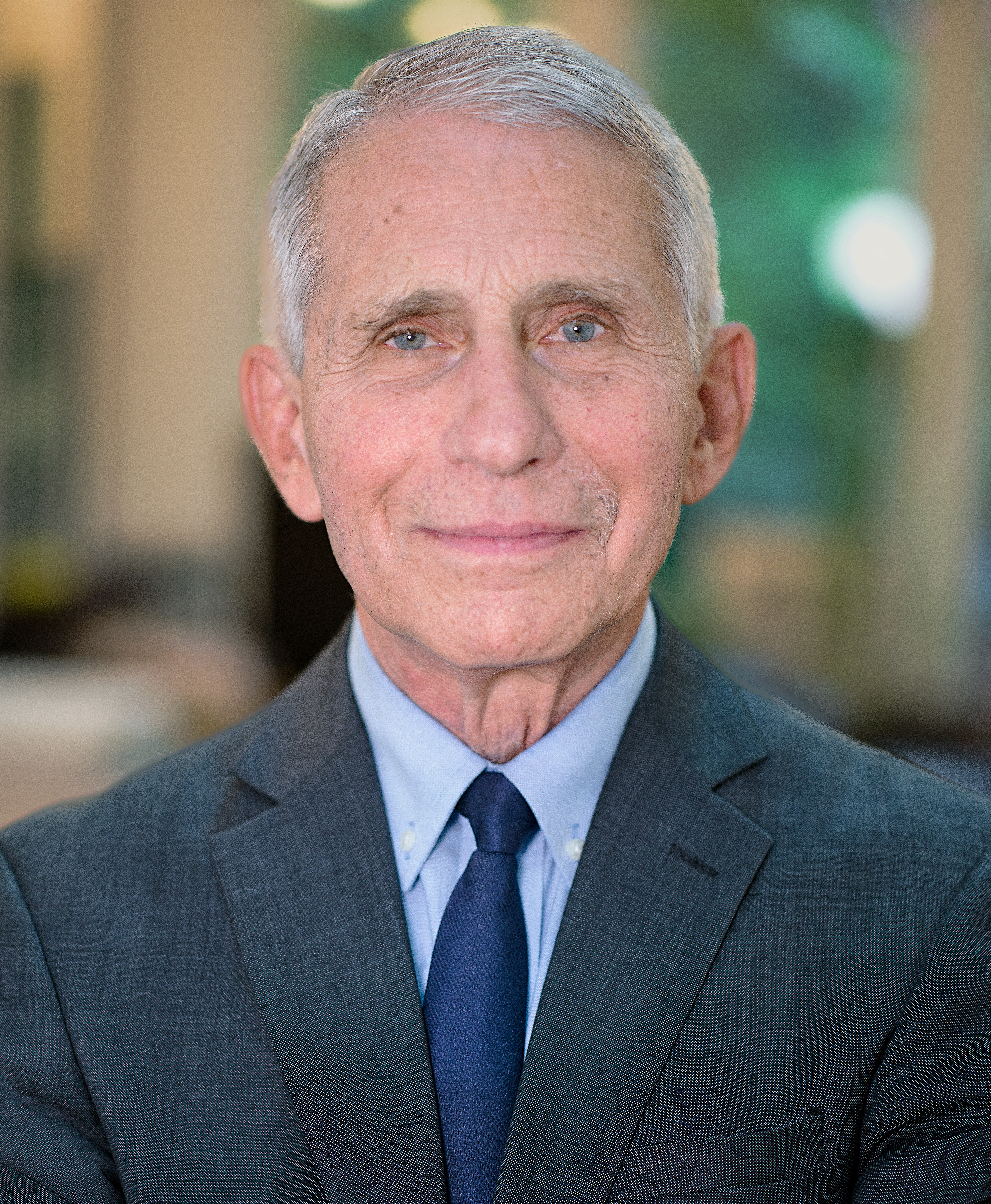
Anthony Fauci (* 1940)

- Faucigny, Arducius de († 1185), Bischof von Genf
- Faucigny, Giroldus de, Bischof von Lausanne
- Faucigny, Guy de († 1119), Bischof von Genf
- Faucigny-Lucinge, Bertrand de (1898–1943), französischer Adliger und Rennfahrer
- Faucillon, Thomas (1829–1901), französischer Dominikaner
- Faucit, Helena (1817–1898), englische Schauspielerin
- Fauck, Albert (1842–1919), Altmeister der Tiefbohrtechnik
- Faucompret, Camille de (* 1985), französische Snowboarderin
- Fauconberg, Eustace de († 1228), Lord High Treasurer von England und Bischof von London
- Fauconberg, Walter de, 1. Baron Fauconberg († 1304), englischer Politiker, Peer und Soldat
- Fauconnet, Jean-Louis-François (1750–1819), französischer Divisionsgeneral der Kavallerie
- Fauconnet, Thibaut (* 1985), französischer Shorttracker
- Fauconnier, Fernand (1890–1940), französischer Turner
- Fauconnier, Geneviève (1886–1969), französische Schriftstellerin
- Fauconnier, Henri (1879–1973), französischer Schriftsteller

### Faud
- Fauda, Faradsch (1946–1992), arabischer Publizist
- Faude, Alfred (1916–1980), deutscher Verwaltungsbeamter, Präsident des Bundesverwaltungsamtes
- Faudel (* 1978), algerischer Raïmusiker und SchauspielerFaudel (* 1978)

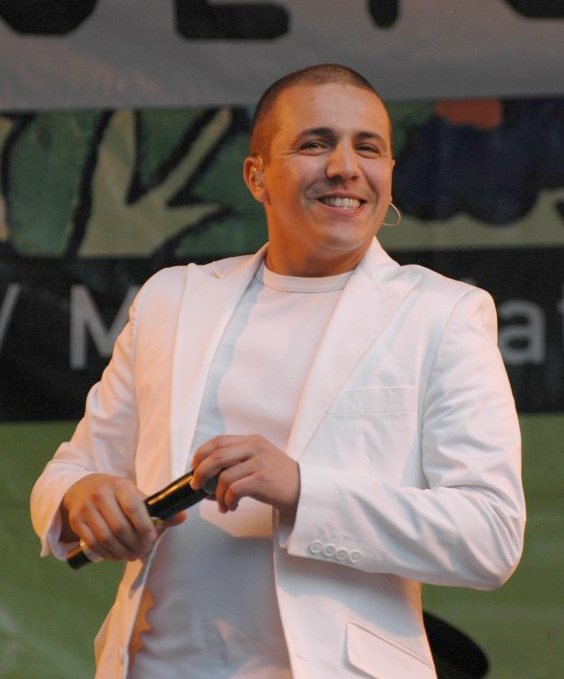
Faudel (* 1978)

- Faudet, Ali (* 1970), tschadischer Leichtathlet
- Faudet, Georges (1901–1970), französischer Radrennfahrer
- Faudoas de Sérillac, Jean François de, französischer Adliger, Gouverneur von Paris und der Île-de-France
- Faudon, Curt (1949–2019), österreichischer Regisseur, Drehbuchautor und Produzent
- Faudree, Ralph (1939–2015), US-amerikanischer Mathematiker

### Faue
- Fauer, Wolfgang (1924–2005), deutscher Lehrer und Malakologe
- Fauerbach, Ulrike (* 1970), deutsche Bauforscherin und Ägyptologin
- Fauerholdt, Viggo (1832–1883), dänischer Landschafts- und Marinemaler

### Faug
- Faug-Porret, Jérémy (* 1987), französischer Fußballspieler
- Faugères, Gaillard de († 1328), französischer Geistlicher
- Faugouin, Rosine (1930–2018), französische Sprinterin
- Fauguel, Max (* 1911), Schweizer Fussballspieler
- Faugues, Guillaume, franko-flämischer Komponist und Sänger der frühen Renaissance

### Fauj
- Faujas de Saint-Fond, Barthélemy (1741–1819), französischer Geologe und Vulkanologe

### Fauk
- Faukelius, Hermannus († 1625), reformierter Theologe

### Faul
- Faul, Christian (* 1949), österreichischer Lehrer und Politiker (SPÖ, Team Stronach), Abgeordneter zum Nationalrat
- Faul, Christian (* 1967), deutscher Maler
- Faul, Erwin (1923–2020), deutscher Politikwissenschaftler
- Faul, Hermann (* 1949), deutscher Politiker, Oberbürgermeister der Großen Kreisstadt Nördlingen
- Faul, Rüdiger (* 1948), deutscher Aerodynamiker
- Faul, Volker (1952–2022), deutscher Fußballspieler
- Fauland, Adolf (1933–2013), österreichischer Politiker (SPÖ), Abgeordneter zum Nationalrat
- Fauland, Alexander (* 1964), österreichischer Schachspieler
- Fauland, Ferdinand (1893–1980), österreichischer Schriftsteller, Lehrer, Volksschuldirektor, Offizier und Kommunalpolitiker
- Fauland, Herta (1929–2020), österreichische Schauspielerin
- Fauland, Markus (* 1968), österreichischer Politiker (FPÖ, BZÖ), Abgeordneter zum Nationalrat
- Faulbaum, Enzo (* 1998), chilenischer Sprinter
- Faulconer, Kevin (* 1967), US-amerikanischer Politiker
- Faulconer, Sven (* 1980), belgischer Komponist
- Faulds, Henry (1843–1930), schottischer Arzt, Japanmissionar, Pionier der Daktyloskopie
- Faulds, Joshua (* 2000), britischer Hürdenläufer
- Faulds, Richard (* 1977), britischer Sportschütze
- Faulenbach, Bernd (1943–2024), deutscher Historiker und stellvertretender Direktor des Forschungsinstitutes Arbeit, Bildung, PartizipationBernd Faulenbach (1943–2024)

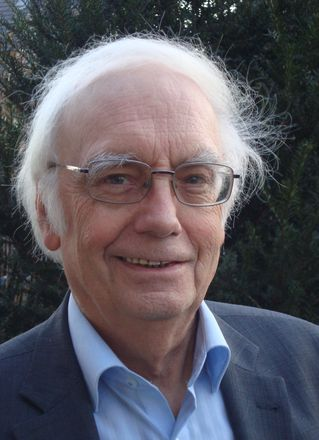
Bernd Faulenbach (1943–2024)

- Faulenbach, Heiner (* 1938), deutscher evangelischer Hochschullehrer für Kirchengeschichte
- Faulend-Klauser, Barbara (* 1926), österreichische Pianistin, Musikerzieherin und Kulturschaffende
- FaulenzA (* 1988), deutsche Sängerin, Autorin und Aktivistin
- Fauler, Eduard (1819–1882), deutscher Eisenwerks- und Gutsbesitzer und Politiker (NLP), MdR
- Fauler, Philipp Anton (1781–1853), Verwalter eines Hüttenwerks in Thiergarten an der Donau und Namensgeber eines Hüttenwerks in Freiburg im Breisgau
- Faulerová, Lucie (* 1989), tschechische Schritstellerin
- Faulhaber, Andreas (1713–1757), Kaplan und Märtyrer der Grafschaft Glatz
- Faulhaber, Charles Bailey (* 1941), US-amerikanischer Hispanist
- Faulhaber, Christoph (* 1972), deutscher Künstler
- Faulhaber, Christoph Erhard (1708–1781), deutscher Mathematiker, Physiker und Theologe
- Faulhaber, Erik (* 1966), deutscher Gestalter und Typograf
- Faulhaber, Gabriele (* 1953), deutsche Politikerin (DKP, Die Linke), MdL
- Faulhaber, Hanna (* 2004), US-amerikanische Freestyle-Skisportlerin
- Faulhaber, Jakob (1900–1942), deutscher Widerstandskämpfer
- Faulhaber, Johann Matthäus von (1670–1742), deutscher Ingenieur, Offizier und Historiker
- Faulhaber, Johannes (1580–1635), deutscher Mathematiker
- Faulhaber, Ludwig (1893–1963), deutscher römisch-katholischer Theologe und Philosoph
- Faulhaber, Max (1904–1996), deutscher Politiker (KPD)
- Faulhaber, Michael von (1869–1952), deutscher Geistlicher, Kardinal und Erzbischof von München und FreisingMichael von Faulhaber (1869–1952)

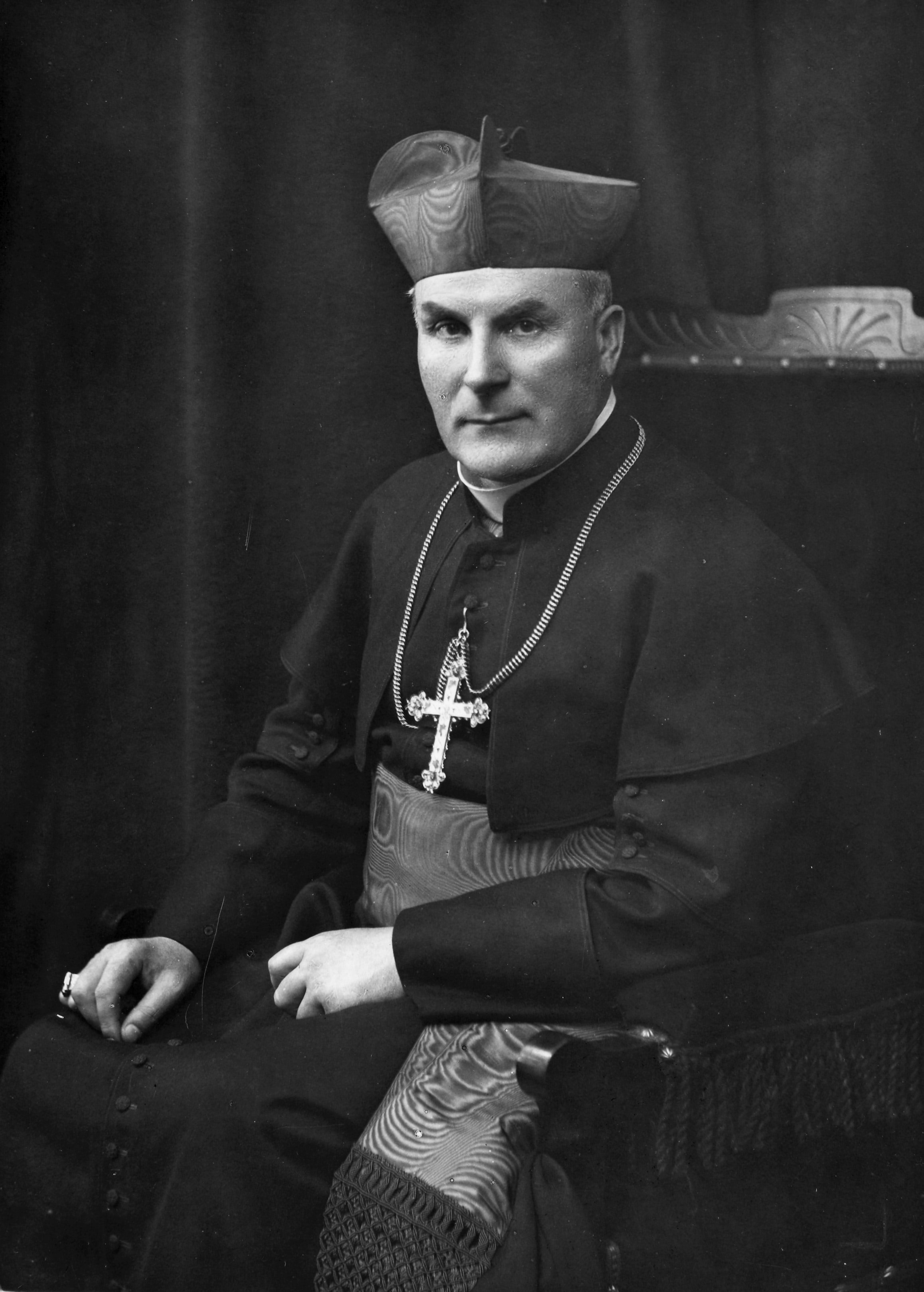
Michael von Faulhaber (1869–1952)

- Faulhaber, Ulrich (* 1941), deutscher Schauspieler und Synchronsprecher
- Faulhaber, Werner (1927–1953), deutscher Opernsänger (Bassbariton)
- Faulhaberin, deutsche als Hexe angeklagte Frau
- Faulhammer, Friedrich (* 1963), österreichischer Jurist und Rektor
- Faulise, Paul (1932–2020), US-amerikanischer Jazz- und Studiomusiker
- Fauliso, Joseph J. (1916–2014), US-amerikanischer Politiker
- Faulk, Andrew Jackson (1814–1898), US-amerikanischer Politiker, Gouverneur vom Dakota-Territorium
- Faulk, Dan (* 1969), US-amerikanischer Jazz-Musiker (Klarinette, Tenor- und Sopransaxophon) und Hochschullehrer
- Faulk, Justin (* 1992), US-amerikanischer Eishockeyspieler
- Faulk, Kevin (* 1976), US-amerikanischer Footballspieler
- Faulk, Marshall (* 1973), US-amerikanischer American-Football-Spieler
- Faulkes, William (1863–1933), englischer Organist und Komponist
- Faulkner, Brian (1921–1977), nordirischer Premierminister
- Faulkner, Carlton W. (1904–1967), US-amerikanischer Tontechniker
- Faulkner, Charles J. (1806–1884), US-amerikanischer Politiker
- Faulkner, Charles James (1847–1929), US-amerikanischer Politiker (Demokratische Partei)
- Faulkner, David (* 1962), britischer Hockeyspieler
- Faulkner, Edward (* 1932), US-amerikanischer Film- und Fernsehschauspieler
- Faulkner, Graham (* 1947), britischer Filmschauspieler
- Faulkner, Hubert (1907–1969), britischer Geschäftsmann
- Faulkner, Jaimi (* 1982), australischer Sänger, Musiker, Songwriter und Produzent
- Faulkner, James (* 1948), britischer Schauspieler und SynchronsprecherJames Faulkner (* 1948)

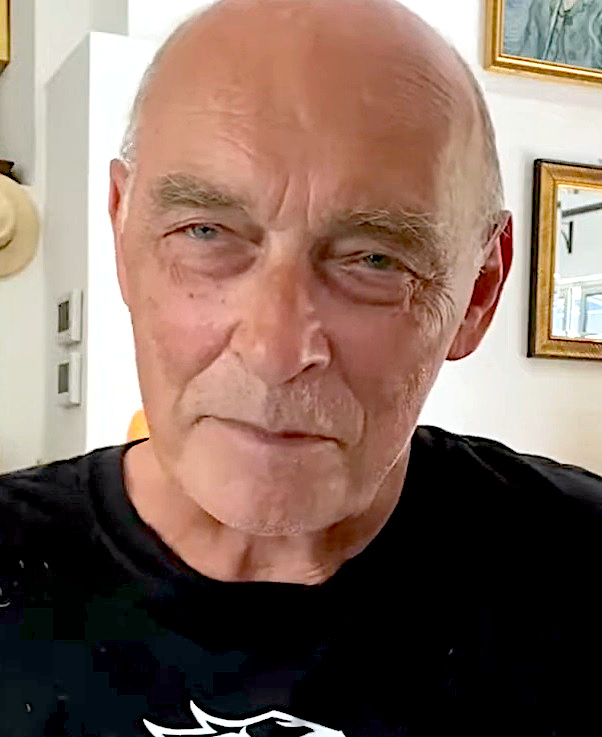
James Faulkner (* 1948)

- Faulkner, Joan (* 1960), US-amerikanische Jazz-Sängerin
- Faulkner, John (* 1954), australischer Politiker
- Faulkner, Judy (* 1943), US-amerikanische Informatikerin und Unternehmerin
- Faulkner, Justin (* 1991), amerikanischer Jazzmusiker (Schlagzeug)
- Faulkner, Kristen (* 1992), US-amerikanische Radsportlerin
- Faulkner, Leonard (1926–2018), australischer Geistlicher, römisch-katholischer Erzbischof von Adelaide
- Faulkner, Luke (* 1991), britischer Pianist und Komponist
- Faulkner, Mac (* 1983), kanadischer Eishockeyspieler
- Faulkner, Newton (* 1985), britischer Sänger und Songwriter
- Faulkner, Pádraig (1918–2012), irischer Politiker
- Faulkner, Richard, Baron Faulkner of Worcester (* 1946), britischer Politiker der Labour Party
- Faulkner, Richie (* 1980), britischer Metal-Gitarrist
- Faulkner, Roland (1932–2004), US-amerikanischer Jazzmusiker
- Faulkner, Walt (1920–1956), US-amerikanischer Rennfahrer
- Faulkner, William (1897–1962), US-amerikanischer SchriftstellerWilliam Faulkner (1897–1962)

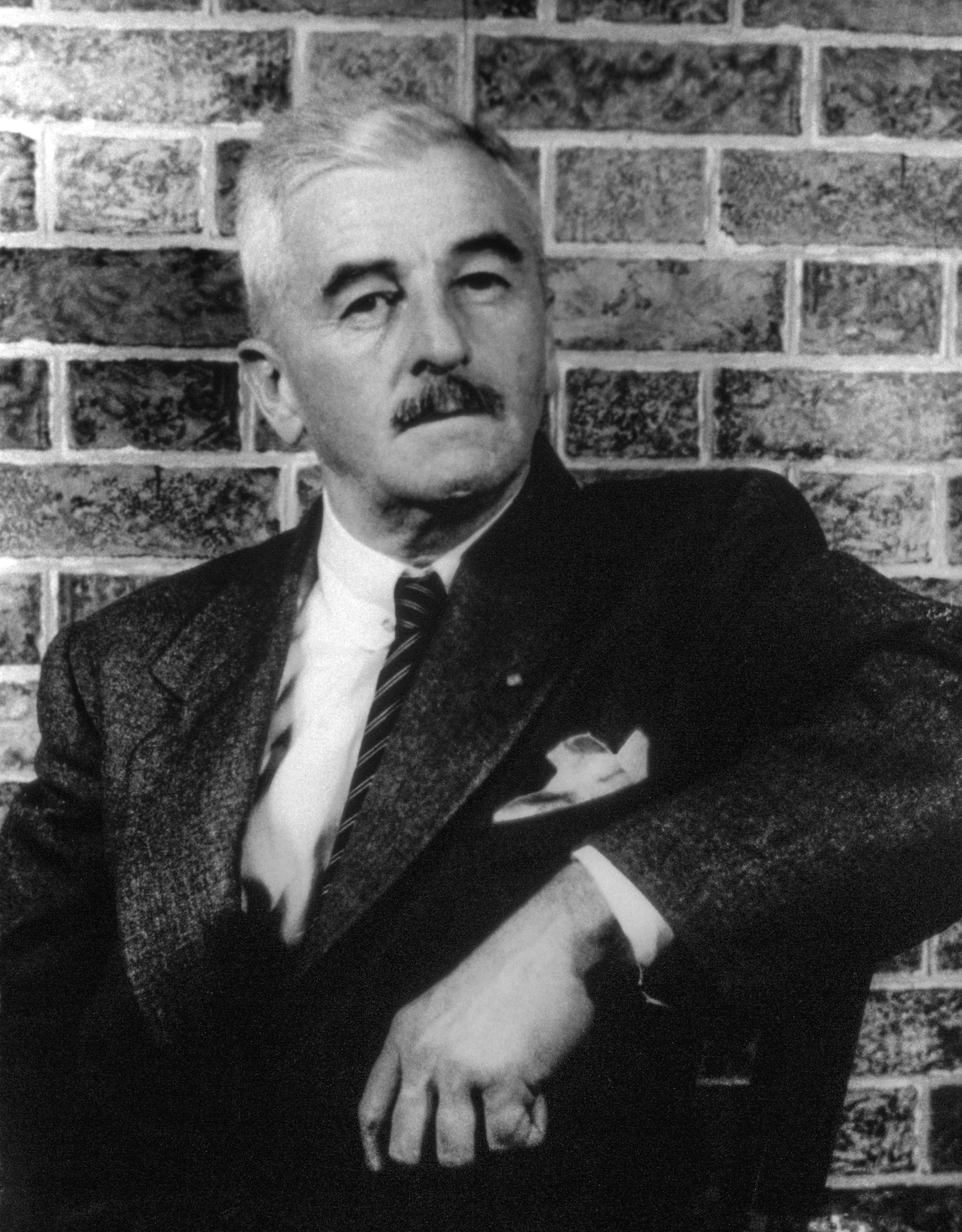
William Faulkner (1897–1962)

- Faulks, Edward, Baron Faulks (* 1950), englischer Barrister und Kronanwalt
- Faulks, Sebastian (* 1953), britischer Romanautor
- Faull, Emma (* 1956), britische Vogelillustratorin
- Faull, Jo-Anne (* 1971), australische Tennisspielerin
- Faull, Peter Friedrich Rudolf (1793–1863), deutscher Verwaltungsjurist und Begründer der Statistik in Mecklenburg
- Faull, Vivienne (* 1955), britische anglikanische Theologin
- Faulmann, Carl (1835–1894), Schriftsetzer, Privatgelehrter und Stenograf
- Faulon, Joulie, französische Bogenbiathletin
- Faulques, Roger (1924–2011), französischer Offizier und Söldner
- Faulstich, Ernst (1863–1925), deutscher Lehrer
- Faulstich, Heinz (1927–2014), deutscher Psychiater, Psychotherapeut und Psychiatriehistoriker
- Faulstich, Helmuth (1914–1991), deutscher Elektrotechniker und Elektroniker
- Faulstich, Isburga (1908–1945), deutsche Steyler Missionsschwester und Märtyrin
- Faulstich, Marga (1915–1998), deutsche Glaschemikerin
- Faulstich, Martin (* 1957), deutscher Ingenieur, Hochschullehrer
- Faulstich, Nikolaus (* 1837), fränkischer Landwirt und Abgeordneter
- Faulstich, Paul (1872–1943), deutscher Fotograf
- Faulstich, Peter (1946–2016), deutscher Erziehungswissenschaftler
- Faulstich, Werner (1946–2019), deutscher Medienwissenschaftler
- Faulstich-Wieland, Hannelore (* 1948), deutsche Erziehungswissenschaftlerin und Autorin
- Faultline (* 1968), englischer Produzent und DJ im Bereich der elektronischen Musik
- Faultrier de l’Orme, François (1760–1805), französischer Divisionsgeneral der Artillerie
- Faultrier, Simon de (1763–1832), französischer Brigadegeneral der Artillerie
- Faulwasser, Julius (1855–1944), deutscher Architekt und Bauhistoriker
- Faulwetter, Helmut (1929–1989), deutscher Diplomat, Botschafter der DDR

### Faum
- Faumuina, Beatrice (* 1974), neuseeländische Diskuswerferin
- Faumuina, Wilson (1954–1986), US-amerikanischer American-Football-Spieler

### Faun
- Faúndez, Adrián (* 1989), chilenischer Fußballspieler
- Fauner, Eleonora (* 1997), italienische Biathletin
- Fauner, Silvio (* 1968), italienischer Skilangläufer
- FauntLeRoy, Don E. (* 1953), US-amerikanischer Kameramann, Regisseur
- Fauntleroy, James (* 1984), US-amerikanischer Sänger, Songwriter und Musikproduzent
- Fauntleroy, Walter (* 1973), US-amerikanischer Filmschauspieler
- Fauntroy, Walter E. (* 1933), US-amerikanischer Politiker

### Faup
- Faupel, Emma (1893–1978), deutsche Frauenrechtlerin, Lehrerin und Politikerin (CDU)
- Faupel, Stefan (* 1977), deutscher Schauspieler, Musiker und Theaterkomponist
- Faupel, Wilhelm (* 1873), deutscher Militär und DiplomatWilhelm Faupel (* 1873)

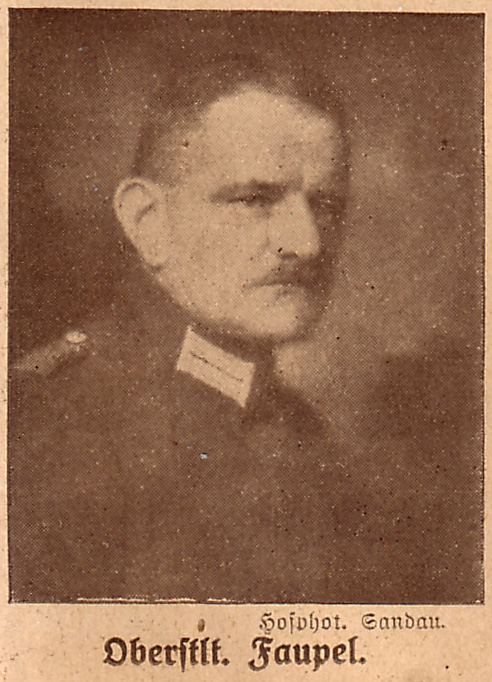
Wilhelm Faupel (* 1873)

### Fauq
- Fauquemberghe, Louis (1910–2002), französischer Fußballschiedsrichter
- Fauquex, Frédéric (1898–1976), Schweizer Politiker (LPS)
- Fauquier, Francis († 1768), britisch-amerikanischer Politiker

### Faur
- Faur, Henri du (1638–1692), französischer Adliger, Page, Hugenotte und fürstlich cellescher Offizier
- Faur, Remus (* 1989), rumänischer Biathlet
- Faura, Federico (1840–1897), spanischer Jesuitenpriester und Mathematikprofessor
- Faura, Óscar (* 1975), spanischer Kameramann
- Fauré, Alain (1962–2018), französischer Politiker, Mitglied der Nationalversammlung
- Faure, Alfred (1883–1935), französischer Radrennfahrer
- Faure, Amandus (1874–1931), deutscher Maler und Grafiker
- Faure, Angélique (1593–1664), französische Adlige und Philanthropin
- Faure, Benoît (1899–1980), französischer Radrennfahrer
- Faure, Camille Alphonse (1840–1898), französischer Ingenieur
- Fauré, Cédric (* 1979), französischer Fußballspieler
- Fauré, Christian (* 1951), französischer Radrennfahrer
- Faure, Danny (* 1962), seychellischer Politiker
- Faure, Dominique (* 1959), französische Politikerin
- Faure, Duncan (* 1956), südafrikanischer Musiker und Sänger
- Faure, Edgar (1908–1988), französischer Politiker, Mitglied der Nationalversammlung, MdEP
- Faure, Edmond (1927–2008), französischer Ringer
- Faure, Élie (1873–1937), französischer Arzt, Kunsthistoriker und Essayist
- Faure, Eugène (1822–1878), französischer Genre- und Aktmaler
- Faure, Félix (1841–1899), französischer Staatsmann und PolitikerFélix Faure (1841–1899)

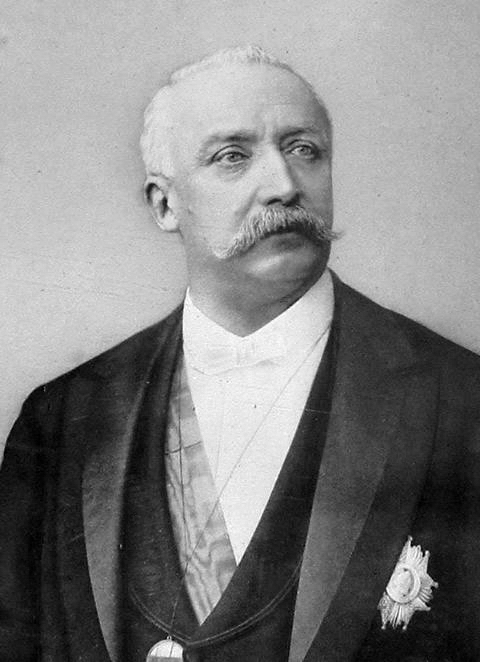
Félix Faure (1841–1899)

- Fauré, Francis (1910–1953), französischer Radrennfahrer
- Faure, François (1612–1687), französischer Bischof
- Faure, François (1897–1982), französischer Widerstandskämpfer
- Fauré, Gabriel (1845–1924), französischer KomponistGabriel Fauré (1845–1924)

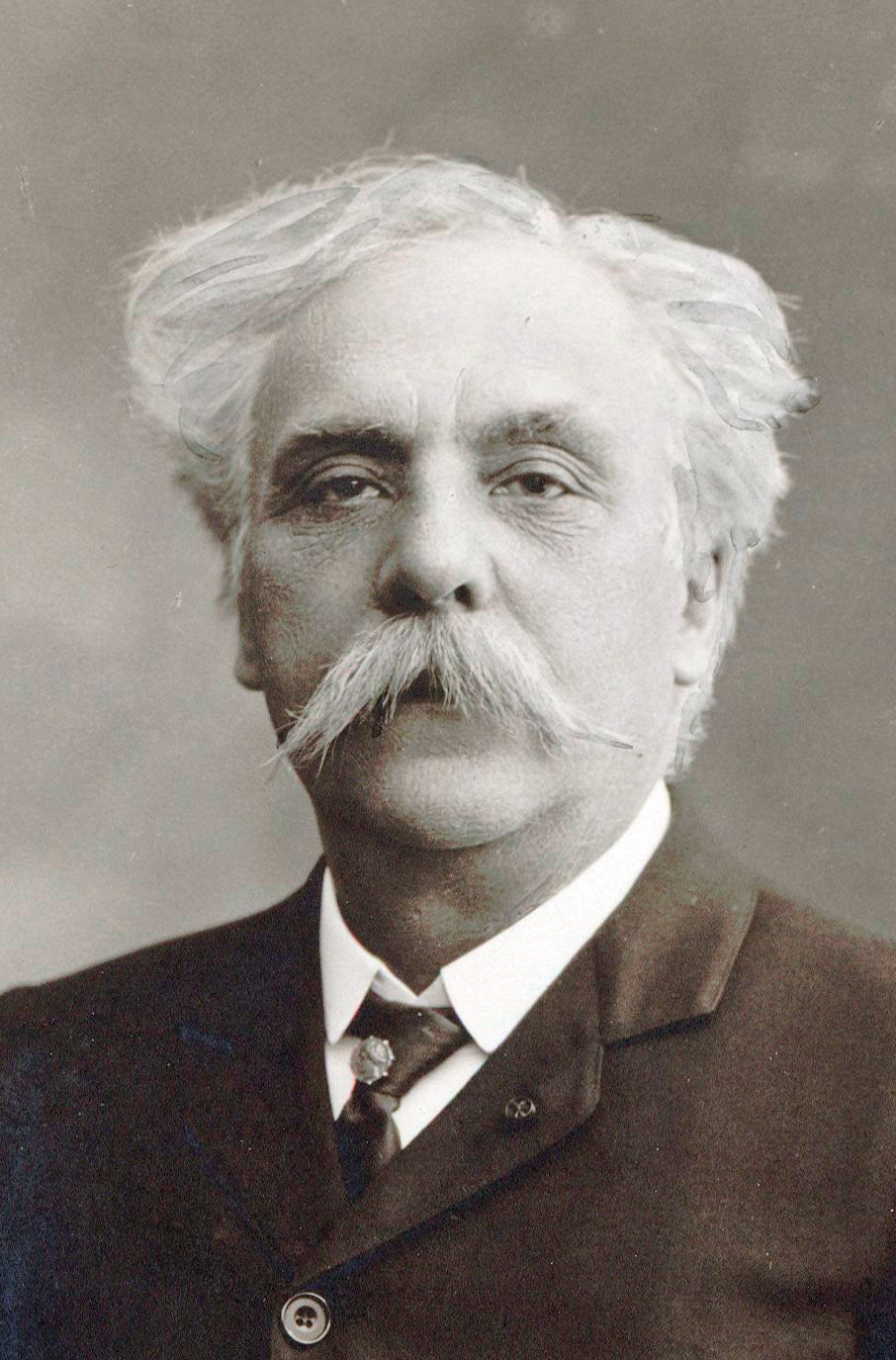
Gabriel Fauré (1845–1924)

- Faure, Gabrielle (1917–1996), Schweizer Schriftstellerin
- Faure, Hervé (* 1976), französischer Triathlet
- Faure, Jacques (1904–1988), französischer Skisportler und Offizier
- Faure, Jean-Baptiste (1830–1914), französischer Opernsänger Bass, Gesangspädagoge und Komponist von Liedern
- Faure, Jean-Michel (* 1941), katholischer Vagantenbischof der Priesterunion Marcel Lefebvre
- Faure, Julia (* 1977), französische Schauspielerin
- Faure, Louis († 1879), Landschaftsmaler und Lithograph
- Faure, Lucie (1908–1977), französische Schriftstellerin und Ehefrau des Politikers Edgar Faure
- Faure, Luigi (1901–1974), italienischer Skispringer
- Faure, Magali (* 1972), französische Bahnradsportlerin
- Faure, Martine (* 1948), französische Politikerin, Mitglied der Nationalversammlung
- Fauré, Maurice (1859–1945), französischer Sportschütze
- Faure, Maurice (1891–1991), französischer Pianist
- Faure, Maurice (1896–1965), französischer Autorennfahrer
- Faure, Maurice (1922–2014), französischer Politiker, Mitglied der Nationalversammlung, MdEP
- Faure, Morgane (* 1984), französische Beachvolleyballspielerin
- Faure, Nick (* 1944), britischer Autorennfahrer
- Faure, Nicolas (* 1949), Schweizer Fotograf
- Faure, Olivier (* 1968), französischer PolitikerOlivier Faure (* 1968)

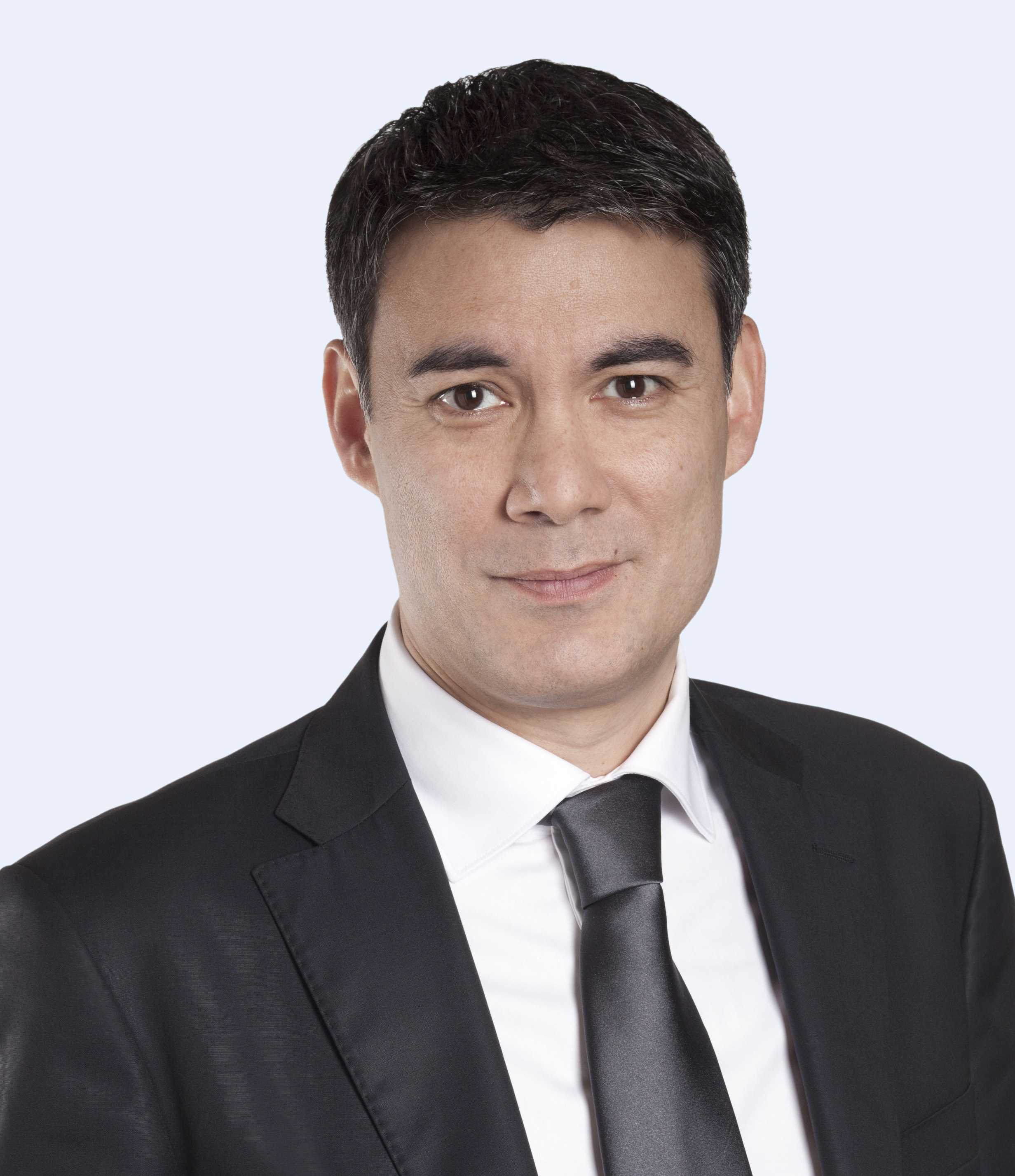
Olivier Faure (* 1968)

- Faure, Patrick (* 1946), französischer Motorsportfunktionär
- Faure, Paul (1878–1960), französischer sozialistischer Politiker (SFIO)
- Faure, Paul (1916–2007), französischer Archäologe und Altertumsforscher
- Faure, Renée (1919–2005), französische Schauspielerin
- Faure, Sébastien (1858–1942), französischer Anarchist
- Faure, Ulrich (* 1954), deutscher Redakteur, Herausgeber und Übersetzer
- Faure, William C. (1949–1994), südafrikanischer Filmregisseur und Drehbuchautor
- Faure-Biguet, Jacques-Napoléon (1893–1954), französischer Journalist, Schriftsteller und Übersetzer
- Faure-Vidot, Magie (* 1958), seychellische Dichterin
- Faurer, Lincoln D. (1928–2014), US-amerikanischer Luftwaffenoffizier, Direktor der National Security Agency
- Faurer, Louis (1916–2001), US-amerikanischer Fotograf
- Fauriel, Claude (1772–1844), französischer Literarhistoriker
- Faurisson, Robert (1929–2018), französischer Literaturwissenschaftler, Professor für Literatur, Revisionist (Holocaustleugner)
- Faurlín, Alejandro (* 1986), argentinischer Fußballspieler
- Fauroux, Roger (1926–2021), französischer Industriemanager, hoher Verwaltungsbeamter und Politiker
- Faurschou, Jannie (* 1950), dänische Schauspielerin
- Faurschou, Jesper (* 1983), dänischer Langstreckenläufer
- Faurschou, Jørn (* 1946), dänischer Schauspieler und Regisseur
- Faurschou-Hviid, Bent (1921–1944), dänischer Widerstandskämpfer im Zweiten Weltkrieg
- Faury, Guillaume (* 1968), französischer IngenieurGuillaume Faury (* 1968)

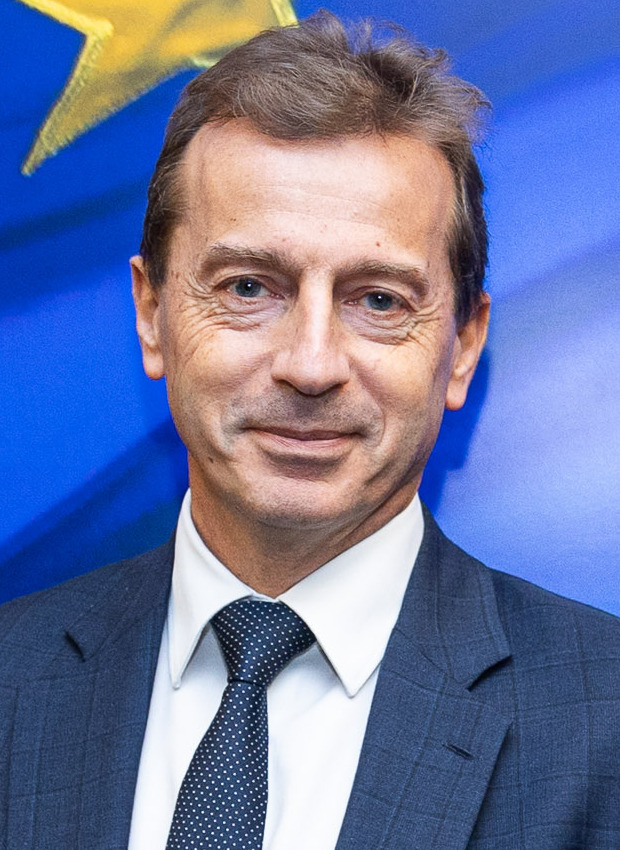
Guillaume Faury (* 1968)

### Faus
- Faus, Rainer (* 1979), deutscher Autor, Wahlforscher, Meinungsforscher und Politikberater
- Fausa, Chloe Margrethe (* 1992), norwegische Skirennläuferin
- Fausböll, Viggo (1821–1908), dänischer Pali-Forscher
- Fausch, Sandra (* 1989), liechtensteinische Politikerin (FL)
- Fausel, Christine (1925–2024), deutsche Künstlerin
- Fausel, Heinrich (1900–1967), deutscher evangelischer Theologe und Luther-Forscher
- Fausel, Karl (1877–1939), deutscher Politiker
- Fausel, Martin (* 1960), deutscher Künstler der abstrakten Malerei
- Fauser, Alois (1906–1987), deutscher Bibliothekar
- Fauser, Arthur (1911–1990), deutscher Maler
- Fauser, Axel (* 1948), deutscher Hämatologe
- Fauser, Beate (* 1949), deutsche Politikerin (FDP), MdL
- Fauser, Gerrit (* 1989), deutscher Eishockeyspieler
- Fauser, Giacomo (1892–1971), italienischer Ingenieur und Chemiker
- Fauser, Hans (* 1925), deutscher Fußballspieler
- Fauser, Hermann (1874–1947), deutscher Designer
- Fauser, Jörg (1944–1987), deutscher Schriftsteller und JournalistJörg Fauser (1944–1987)

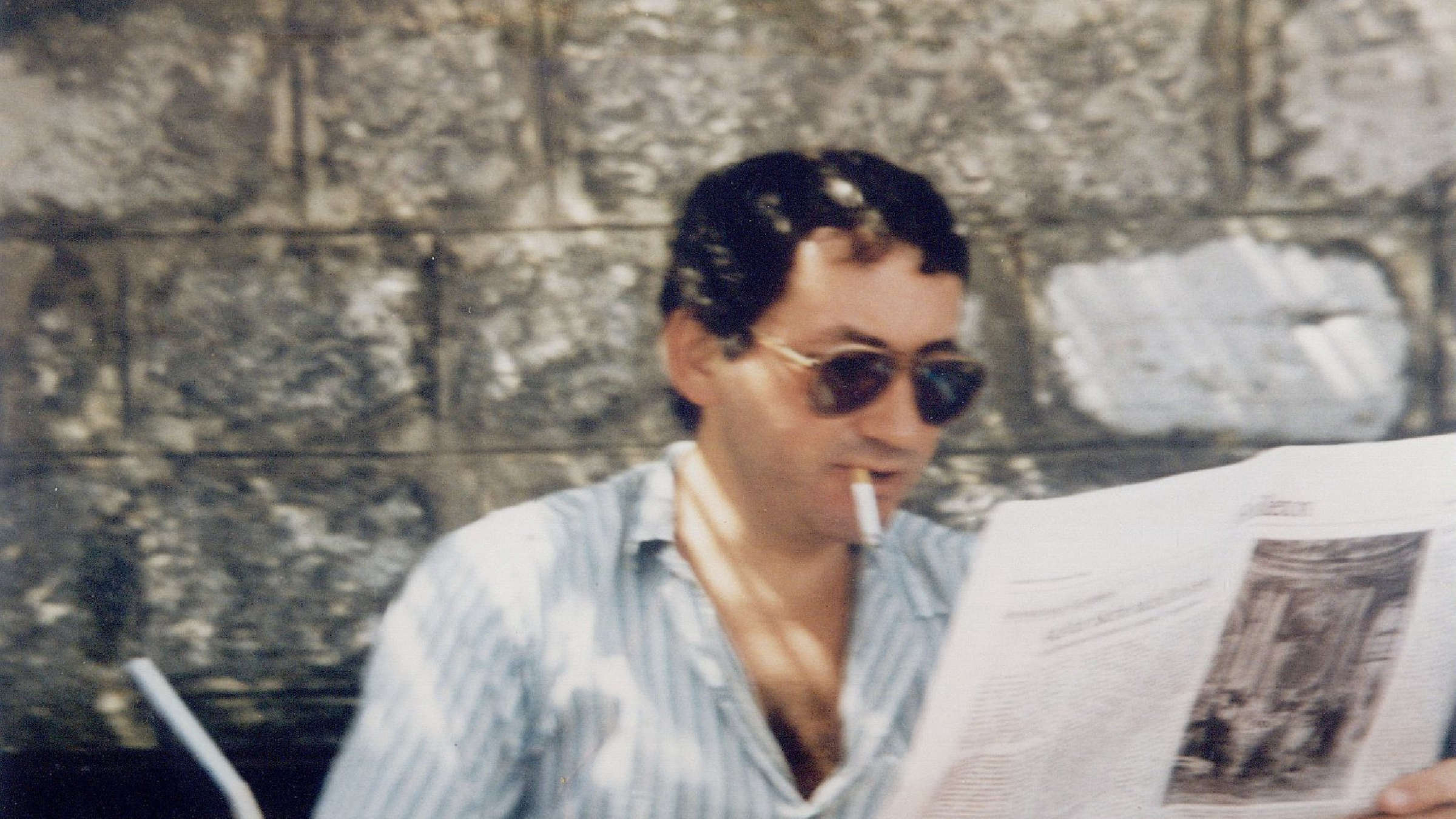
Jörg Fauser (1944–1987)

- Fauser, Martina (* 1992), Schweizer Unihockeytorhüterin
- Fauser, Otto (1875–1962), deutscher Ingenieur
- Fauser, Peter (* 1948), deutscher Hochschullehrer und Professor für Schulpädagogik
- Fauser, Werner (1928–2022), deutscher Architekt und Hochschullehrer
- Fauser, Winfried (* 1931), deutscher Katholischer Theologe und Bibliothekar
- Fauset, Jessie Redmon (1882–1961), US-amerikanische Schriftstellerin und Publizistin
- Fausia von Ägypten (1921–2013), persische KöniginFausia von Ägypten (1921–2013)

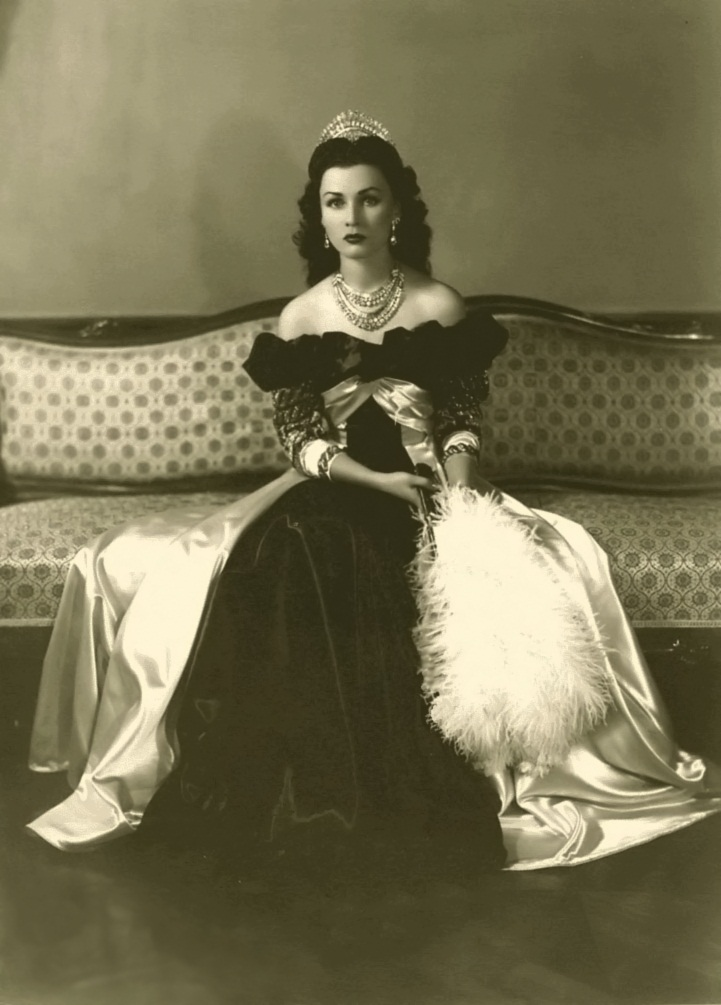
Fausia von Ägypten (1921–2013)

- Fauske, Helene (* 1997), norwegische Handballspielerin
- Faussurier, Julien (* 1987), französischer Fußballspieler
- Faust Henriksen, Kasper (* 1986), dänischer Badmintonspieler
- Faust von Aschaffenburg, Johann Friedrich (1569–1621), deutscher Bürgermeister und Chronist
- Faust von Stromberg, Franz Ludwig (1605–1673), Freiherr und Dompropst in Würzburg
- Faust von Stromberg, Heinrich Nikolaus († 1621), rheinischer Adeliger und Komtur des Johanniter-Ordens, dem heutigen Malteserorden
- Faust, Adam (1840–1908), Landwirt und Mitglied des Provinziallandtages der Provinz Hessen-Nassau
- Faust, Albert Bernhardt (1870–1951), US-amerikanischer Germanist
- Faust, Alfred (1883–1961), deutscher Politiker (USPD, SPD), MdR, MdBB
- Faust, André (* 1969), kanadischer Eishockeyspieler und -trainer
- Faust, Anke (* 1971), deutsche Illustratorin und Autorin
- Faust, Anselm (* 1943), deutscher Historiker und Archivar
- Faust, Armin Peter (* 1943), deutscher Künstler und Schriftsteller
- Faust, Arno (1918–1984), deutscher Sänger und Zeichner
- Faust, August (1895–1945), deutscher Philosoph
- Faust, Benedikt (* 1978), deutscher Koch und Gastronom
- Faust, Bernhard Christoph (1755–1842), deutscher Arzt
- Faust, Berthold (1935–2016), deutscher Maler und Grafiker
- Faust, Blye Pagon (* 1975), US-amerikanische Filmproduzentin und Schauspielerin
- Faust, Brian (* 1999), US-amerikanischer Sprinter
- Faust, Carl (1825–1892), preußischer Militärmusiker und Komponist
- Faust, Carl (1874–1935), deutscher Genre- und Porträtmaler
- Faust, Chad (* 1980), kanadischer Schauspieler
- Faust, Charles L. (1879–1928), US-amerikanischer Politiker
- Faust, Chris (* 1968), deutscher Trainer und Coach
- Faust, Daniel, deutscher Musikproduzent und Komponist
- Faust, Daniel (* 1976), deutscher Schauspieler und Sprecher
- Faust, Dirk (* 1966), deutscher Offizier, Generalleutnant des Heeres der BundeswehrDirk Faust (* 1966)

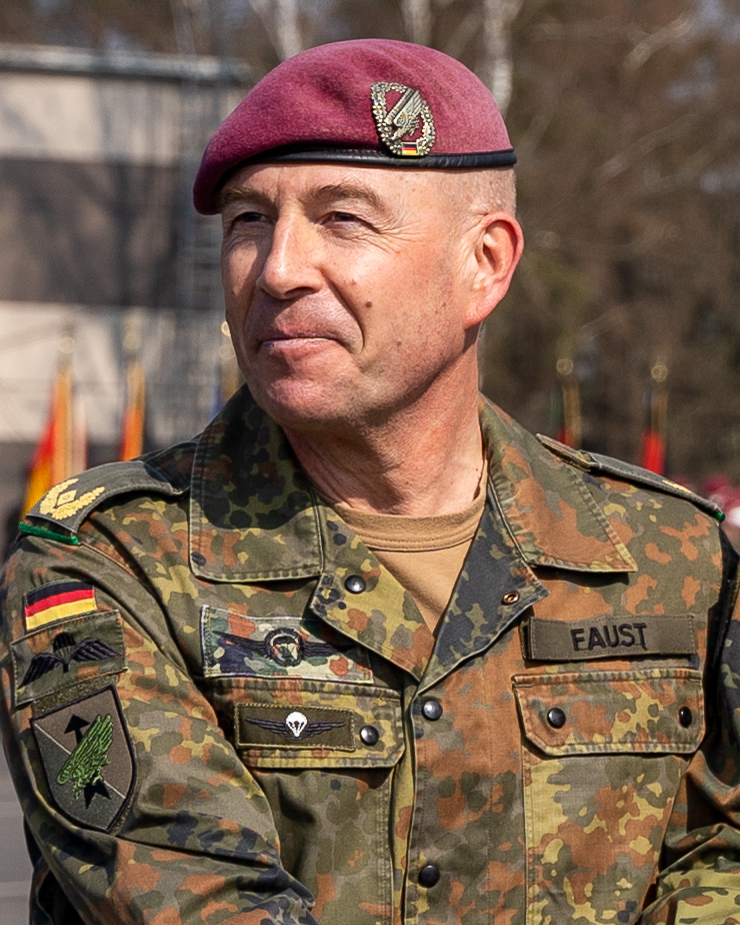
Dirk Faust (* 1966)

- Faust, Dominik (* 1954), deutscher Geowissenschaftler (Geomorphologe)
- Faust, Drew Gilpin (* 1947), US-amerikanische Historikerin, 28. Präsidentin der Harvard University
- Faust, Edwin Stanton (1870–1928), deutscher Toxikologe und Pharmakologe
- Faust, Florian (* 1964), deutscher Jurist und Hochschullehrer
- Faust, Franz, deutscher Fußballspieler
- Faust, Frederick Schiller (1892–1944), US-amerikanischer Schriftsteller und Drehbuchautor
- Faust, Friedrich (1804–1861), deutscher Jurist und Politiker
- Faust, Georg (* 1956), deutscher Cellist
- Faust, George T. (1908–1985), US-amerikanischer Mineraloge
- Faust, Hans (1894–1974), preußischer Verwaltungsjurist und Landrat
- Faust, Hans (* 1928), deutscher Agrarwissenschaftler und Biochemiker
- Faust, Hans (* 1958), deutscher Fußballspieler
- Faust, Hans Georg (* 1948), deutscher Politiker (CDU), MdB
- Faust, Heinrich (1843–1891), deutscher Kunstmaler
- Faust, Heinrich (1912–1975), deutscher Meteorologe
- Faust, Heinz, deutscher Schwimmer
- Faust, Helmut (1928–2008), deutscher Erziehungswissenschaftler und Hochschullehrer
- Faust, Herbert (1927–2023), deutscher Politiker (CDU), MdL
- Faust, Isabelle (* 1972), deutsche Violinistin
- Faust, James E. (1920–2007), US-amerikanischer Abgeordneter und Apostel der Kirche Jesu Christi der Heiligen der Letzten Tage
- Faust, Jarnes (* 2004), deutscher Handballspieler
- Faust, Jeanne (* 1968), deutsche Künstlerin
- Faust, Jessica (* 1992), deutsche Fernsehdarstellerin
- Faust, Johann Georg, deutscher Magier, Astrologe und WahrsagerJohann Georg Faust

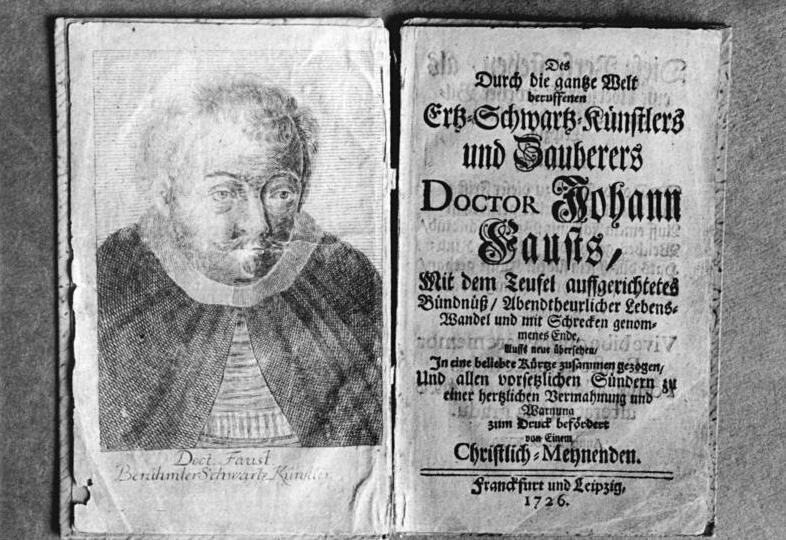
Johann Georg Faust

- Faust, Johann Michael (1663–1707), deutscher Mediziner und Stadtarzt in Frankfurt am Main
- Faust, John (* 1990), uruguayischer Fußballspieler
- Faust, Jörg (* 1967), deutscher Sozialwissenschaftler, Direktor des Deutschen Evaluierungsinstituts der Entwicklungszusammenarbeit
- Faust, Joseph (1856–1919), deutscher katholischer Pfarrer und Autor zahlreicher Lustspiele, Schwänke und Dramen
- Faust, Josepha (1815–1893), Oberin der barmherzigen Schwestern
- Faust, Jürgen (* 1955), deutscher Designer
- Faust, Karl (1874–1952), deutscher Botaniker
- Faust, Lauren (* 1974), US-amerikanische Filmanimatorin
- Faust, Majk (* 1970), deutscher Basketballspieler
- Faust, Maria (* 1979), estnische Jazzmusikerin
- Faust, Martin (1901–1923), deutscher Putschist
- Faust, Matthi (* 1980), deutscher Schauspieler
- Faust, Matthias (* 1971), deutscher Rechtsextremist
- Faust, Michael (* 1941), deutscher Kameramann und Filmregisseur
- Faust, Michael (* 1959), deutscher Musiker (Flötist)
- Faust, Nicole (* 1973), deutsche Ruderin
- Faust, Otto (1897–1955), deutscher Politiker (SPD), Oberbürgermeister der Stadt Weimar
- Faust, Ovidius (1896–1972), Museologe, Historiker und Archivar der Stadt Preßburg
- Faust, Paul (1872–1953), deutscher Orgelbauer
- Faust, Peter Paul (1833–1912), deutscher Pädagoge und einer der ersten Mundartdichter kölscher Sprache
- Faust, Philipp (1898–1959), deutscher Maurer und Schriftsteller
- Faust, Richard (1927–2000), deutscher Zoologe, Zoodirektor und Naturschützer
- Faust, Rüdiger (* 1963), deutscher Chemiker und Hochschullehrer
- Faust, Sebastian (* 1965), deutscher Schauspieler
- Faust, Siegmar (* 1944), deutscher Autor, DDR-Dissident, politischer Häftling in der DDR
- Faust, Steffen (* 1957), deutscher Grafiker und Illustrator
- Faust, Stephan, deutscher Klassischer Archäologe
- Faust, Thomas (* 1963), deutscher Ökonom und Verwaltungswissenschaftler
- Faust, Ulrich (1935–2019), deutscher Ordensgeistlicher und Hochschullehrer
- Faust, Volker (* 1941), deutscher Psychiater
- Faust, Walter (1931–2023), deutscher Kommunalpolitiker (CDU)
- Faust, Wilhelm (* 1930), deutscher Fußballspieler
- Faust, Willi (1924–1992), deutscher Motorradrennfahrer und Weltmeister
- Faust, Wolfgang Max (1944–1993), deutscher Kunsttheoretiker, Chefredakteur der Kunstzeitschrift Wolkenkratzer
- Faust, Wolfram (* 1964), deutscher Kanute
- Faust-Siehl, Gabriele (1950–2013), deutsche Grundschulforscherin und Professorin
- Fausta, Heilige
- Fausta († 326), römische Kaiserin
- Fausta Arschakuni, Kaiserin von Byzanz
- Faustenhammer, Josef (1934–2017), österreichischer Politiker (SPÖ), Mitglied des Bundesrates
- Faustenhammer, Norbert (* 1937), österreichischer Jurist und Diplomat
- Fauster, Martin (* 1972), österreichischer Koch
- Fausti (1940–2021), luxemburgischer Entertainer
- Fausti, Giovanni (1899–1946), italienischer Jesuitenpater und Märtyrer
- Faustin, Marvin (* 1967), Fußballspieler aus Trinidad und Tobago
- Faustina, dritte Frau Constantius’ II.
- Faustina die Ältere, römische Kaiserin
- Faustina die Jüngere († 176), römische Kaiserin, Gattin Mark AurelsFaustina die Jüngere († 176)

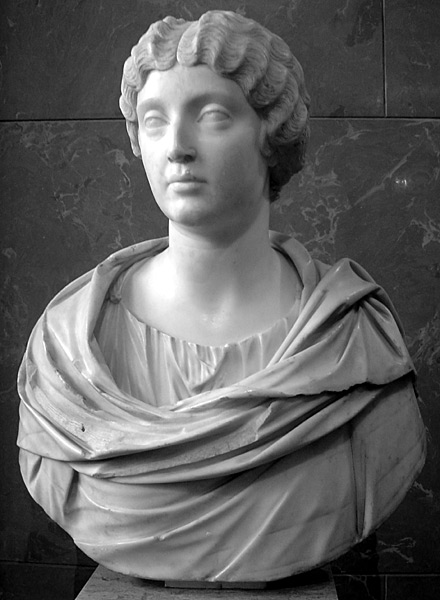
Faustina die Jüngere († 176)

- Faustini, Alessio (* 1960), italienischer Marathonläufer
- Faustini, Arnaldo (1872–1944), italienischer Kartograph
- Faustini, Giovanni (1615–1651), italienischer Opernlibrettist
- Faustino Lima Martins, Idner (* 1978), brasilianischer Volleyballspieler
- Faustino, David (* 1974), US-amerikanischer Schauspieler und SängerDavid Faustino (* 1974)

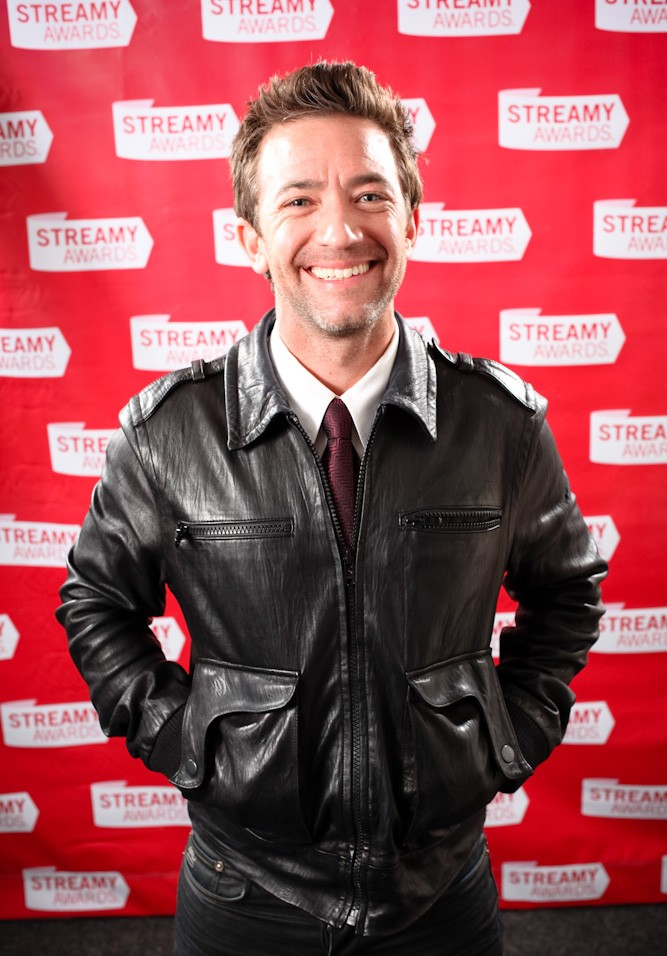
David Faustino (* 1974)

- Faustino, Hernâni, portugiesischer Jazz- und Improvisationsmusiker (Kontrabass)
- Faustino, Riuler de Oliveira (1998–2021), brasilianischer Fußballspieler
- Faustinus, römischer Gegenkaiser im Jahr 274
- Fäustle, Johann Nepomuk von (1828–1887), bayerischer Jurist und Justizminister
- Faustman, Mollie (1883–1966), schwedische Malerin, Illustratorin, Journalistin und Autorin
- Faustmann, Martin (1822–1876), deutscher Forstwissenschaftler und Förster
- Faustner, Luitpold (1845–1925), deutscher Landschaftsmaler und Genremaler
- Fausto, Nelson (1936–2012), brasilianisch-US-amerikanischer Pathologe
- Fausto-Sterling, Anne (* 1944), US-amerikanische Wissenschaftlerin und Biologin
- Faustus († 190), Märtyrer, Heiliger
- Faustus von Byzanz, spätantiker Geschichtsschreiber
- Faustus von Mileve, Vertreter des abendländischen Manichäismus
- Faustus von Riez, Abt von Lérins, Bischof von Riez, Theologe

### Faut
- Fauter, Wolfgang (* 1952), deutscher Manager
- Fauteux, Gaspard (1898–1963), kanadischer Politiker, Vizegouverneur von Québec
- Fauteux, Gérald (1900–1980), kanadischer Richter, Vorsitzender des Obersten Gerichtshofes
- Fauteux, Paul, kanadischer Schauspieler
- Fauteux, Roger (1923–2021), kanadischer Maler
- Fauth, Adolf (1836–1912), deutscher Pfarrer, Homöopath und Volksschriftsteller
- Fauth, Evelyn (* 1976), österreichische Tennisspielerin
- Fauth, Franz (1841–1905), deutscher Gymnasiallehrer
- Fauth, Franz Heinrich (1766–1820), deutscher Unternehmer, Verwaltungsjurist und erster Bürgermeister von Bergisch Gladbach
- Fauth, Gerald (* 1959), deutscher Pianist und Hochschullehrer
- Fauth, Gerhard (1915–2003), deutscher Journalist
- Fauth, Gertrud (1886–1932), deutsche Schriftstellerin und Lehrerin
- Fauth, Gottlieb (1956–2023), deutscher Politiker (CSU), Landrat des Landkreises Ebersberg
- Fauth, Gottlob (1880–1938), deutscher Schmied und Politiker (SPD)
- Fauth, Hans-Lothar (1928–2012), deutscher Gastronom und Kommunalpolitiker
- Fauth, Philipp (1867–1941), deutscher Volksschullehrer und Astronom
- Fauth, Wolfgang (1924–2020), deutscher Klassischer Philologe und Religionswissenschaftler
- Fautheree, Jimmy Lee (1934–2004), US-amerikanischer Country-Sänger
- Fauthoux, Frédéric (* 1972), französischer Basketballspieler
- Fauthoux, Marine (* 2001), französische Basketballspielerin
- Fautrel, Fredy (* 1971), französischer Fußballschiedsrichter
- Fautrier, Jean (1898–1964), französischer Maler
- Fautua, Tony, neuseeländischer Diplomat
- Fautz, Bruno (1933–2014), deutscher Geograf und Hochschullehrer
- Fautz, Janina (* 1995), deutsche SchauspielerinJanina Fautz (* 1995)

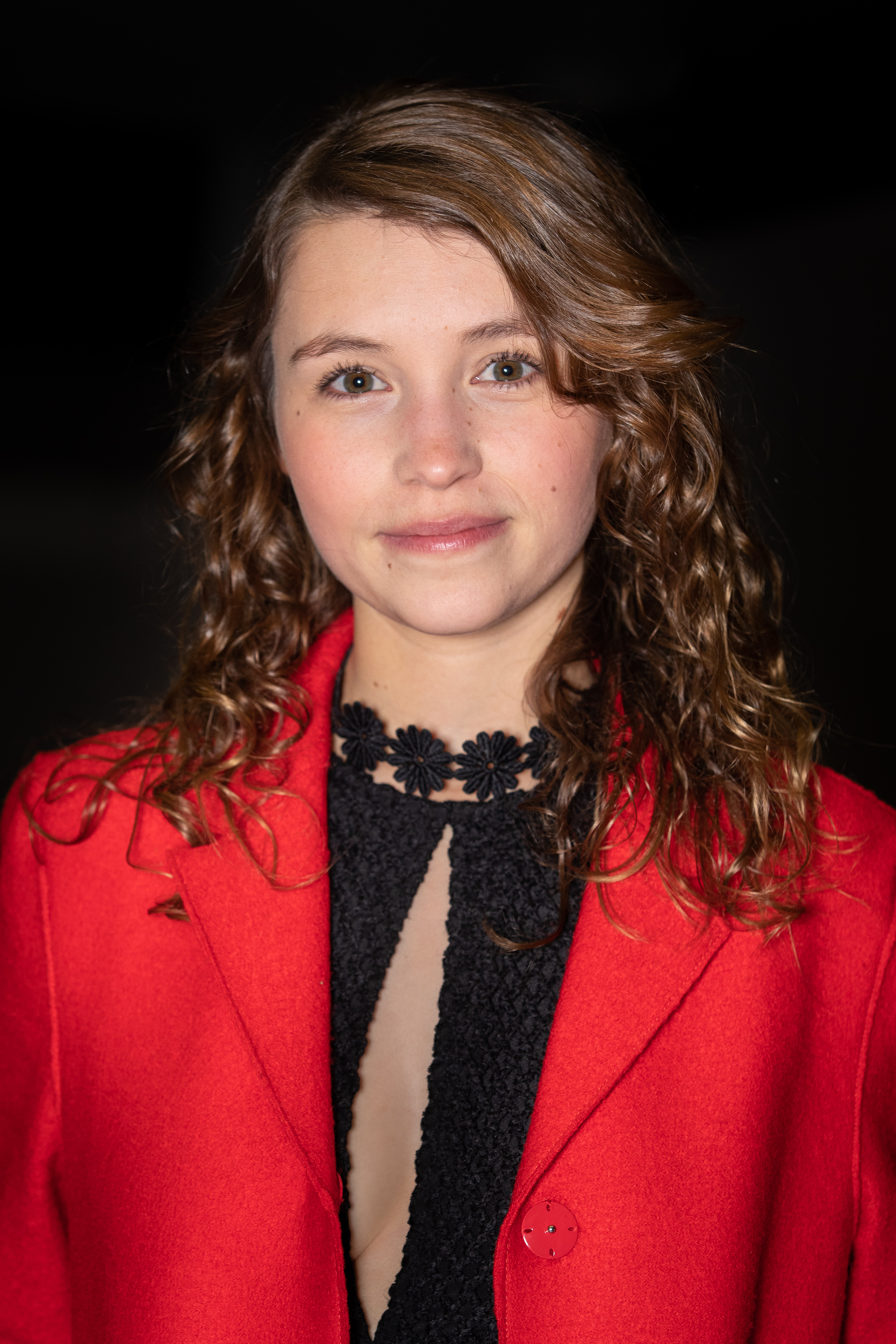
Janina Fautz (* 1995)

- Fautz, Ludwig von (1811–1880), österreichischer Vizeadmiral und Marinekommandant

### Fauv
- Fauve, Stéphan (* 1955), französischer Physiker und Hochschullehrer
- Fauveau, Félicie de (1801–1886), französische Bildhauerin
- Fauvel, Albert-Auguste (1851–1909), französischer Naturforscher
- Fauvel, André (1921–1977), französischer Radrennfahrer
- Fauvel, Charles (1904–1979), französischer Flugzeugkonstrukteur
- Fauvel, John (1947–2001), britischer Mathematikhistoriker
- Fauvel, Pascal (1882–1942), französischer Bogenschütze
- Fauvelet, Jean Baptiste (1819–1883), französischer Genremaler, Lithograf und Kunstpädagoge
- Fauvelle, François-Xavier (* 1968), französischer Afrikahistoriker
- Fauver, William (* 1954), US-amerikanischer Eiskunstläufer
- Fauvergue, Nicolas (* 1984), französischer Fußballspieler
- Fauvet, Egon (1901–1970), deutscher Gynäkologe und Geburtshelfer

### Fauw
- Fauwāz, Zainab († 1914), libanesische Romanautorin, Dramatikerin, Dichterin und Biografin

### Faux
- Faux, Kari (* 1992), US-amerikanische Rapperin

### Fauz
- Fauzān, Sālih al- (* 1933), islamischer Gelehrter in Saudi-Arabien
- Fauzi, Adnan (* 1987), indonesischer Badmintonspieler
- Fauzi, Mahmud (1900–1981), ägyptischer Politiker und Diplomat
- Fauzy, Fairuz (* 1982), malaysischer Rennfahrer